# Клит Чёрный
Клит Чёрный (др.-греч. Κλεῖτος ὁ μέλας; до 365 — 328 до н. э., Мараканда, Македонская империя) — военачальник и друг Александра Македонского. Брат Ланики, няньки маленького Александра. Имел прозвище Чёрный, отличавшее его от Клита Белого.
В начале похода Александра в Азию руководил царской агемой — элитным эскадроном гетайров, всегда находившимся возле царя во время сражений. Во время битвы при Гранике 334 года до н. э. спас Александра, которому грозила неминуемая гибель. Впоследствии возглавил всю македонскую конницу, а затем стал наместником Александра в Бактрии и Согдиане.
В 328 году до н. э. был убит Александром во время пира в Мараканде. Клит высказал царю массу упрёков и оскорблений, которые отображали конфликт «старой» македонской гвардии с Александром. Опьяневший царь метнул в Клита копьё, о чём впоследствии сильно сожалел.

## Биография

### Происхождение. Ранние годы
Клит происходил из старинного знатного нижнемакедонского рода. Он был сыном Дропида, братом кормилицы и няньки Александра Македонского Ланики. Муж Ланики и, соответственно, зять Клита Андроник был македонским военачальником, а племянник Протей — соратником и постоянным участником застолий Александра. Свидетельство Сенеки о том, что Клит был сверстником Александра и обучался вместе с молодым царевичем, не подтверждается другими источниками. О хорошем образовании Клита свидетельствуют его последние предсмертные слова, в которых он цитировал одну из трагедий Еврипида. По всей видимости, Клит родился до 365 года до н. э. (согласно Гаю Томпсону Гриффиту, около 380 года до н. э.), и никак не мог быть ровесником Александра. Получил прозвище «Чёрного», которое отличало его от тёзки, также офицера македонской армии, Клита Белого.
Квинт Курций Руф охарактеризовал Клита «старым воином Филиппа[, который] прославился многими военными подвигами». Несмотря на такую характеристику, в источниках Клит впервые упомянут при описании походов Александра, а не его отца Филиппа II.

### Во время походов Александра Македонского
В походе Александра в Азию Клит, который считался уже ветераном, командовал царской агемой — элитным эскадроном гетайров, всегда находившимся возле царя во время битв. Он принадлежал к группе «друзей» Александра, которые могли без приглашения являться в палатку македонского царя, чтобы провести время в приятной беседе. В 334 году до н. э. он спас жизнь Александра в сражении на реке Граник. Античные источники приводят несколько версий происшествия. Наиболее ярко историю описал Плутарх, который позаимствовал информацию у историка Хареса. Во время сражения на Александра одновременно бросились два персидских военачальника Спифридат и Ресак. Спифридат ударом сабли срезал гребень с перьями со шлема Александра. Он готовился нанести второй удар, когда был сражён копьём Клита. У Квинта Курция Руфа, Клит отрубил руку Ресаку, когда тот готовился убить Александра. У Арриана Клит отсёк руку Спифридата, который находился сзади Александра и занёс кинжал. Диодор Сицилийский писал, что Ресак первым ударом оглушил Александра. Когда он вторым ударом собирался убить царя, Клит отрубил персу руку. Достоверность и точность передачи деталей битвы подвергается сомнению. По всей видимости, первоисточником стал труд летописца при армии Александра Каллисфена. Историк, который был с Клитом в хороших отношениях, в своём сочинении повторял гомеровский стиль с его мономахиями.
В последующих сражениях агема Клита всегда следовала за своим царём. Среди прочих, Клит упомянут среди македонских военачальников во время битвы при Гавгамелах 331 года до н. э. В конце 331 года до н. э. Клит заболел и был вынужден остаться в Сузах. Вскоре Александр приказал военачальнику явиться в Экбатану, а оттуда вместе с оставленным там гарнизоном македонян идти к основной армии.
В 330 году до н. э. после казни Филоты Александр разделил командование тяжёлой македонской конницей между Клитом и Гефестионом. Назначение двух военачальников македонской конницы вскоре после заговора Филоты и казни Пармениона может свидетельствовать о желании Александра противопоставить своих командиров, чтобы уменьшить риск заговоров и восстаний в македонской армии. Появление двух командиров конницы может также свидетельствовать о распределении власти между старым и новым поколением военачальников в македонской армии. Однако в этой должности Клит пробыл недолго, так как в 328 году до н. э. Александр передал Клиту в управление Бактрию и Согдиану. Предыдущий сатрап Бактрии Артабаз II в силу преклонного возраста уже не мог управлять провинцией. Данная информация присутствует лишь в сочинении Квинта Курция Руфа. Согласно Арриану, преемником Артабаза на должности сатрапа стал Аминта. Как бы то ни было власть над Согдианой была формальной, так как область оставалась непокорённой. Этот поступок Александра можно рассматривать не только как награду своему преданному военачальнику, но и в контексте замены старых офицеров, которые служили ещё Филиппу II, новыми людьми, которые ни в чём не противоречили царю. Нельзя исключить и общую практику назначения опальных государственных деятелей руководителями отдалённых сатрапий. Возможно, выбор Александра был обусловлен исключительно прагматическими соображениями: Согдиана оставалась непокорной и, соответственно, требовала назначения её руководителем опытного военачальника из македонян. Персам и местной знати было опасно доверить управление сатрапией, в которой был высок риск антимакедонских восстаний.

### Гибель
В 328 году до н. э. Клит был убит Александром во время застолья в Мараканде. Античные авторы приводят несколько версий происшествия. Согласно Плутарху, на пиру кто-то стал петь песни, в которых высмеивались разбитые Спитаменом македонские военачальники. По предположению Э. Карни, во время сражения со Спитаменом погиб зять Клита Андроник. Заезжие музыканты с их песнями разъярили военачальника. «Клит, уже пьяный и к тому же от природы несдержанный и своевольный» возмутился. В ответ на упрёк Александра, «что Клит, должно быть, хочет оправдать самого себя, называя трусость бедою», Клит припомнил битву при Гранике, где его «трусость» спасла царя от неминуемой гибели. Также военачальник наговорил Александру много оскорблений: «благодаря крови македонян и этим вот ранам ты столь вознёсся, что, отрёкшись от Филиппа, называешь себя сыном Аммона!» Александр назвал Клита негодяем, который подстрекает македонян к неповиновению. В ответ Клит сказал, что считает погибших ранее счастливыми, так как их не секут мидийскими розгами, и они не обращаются к персам, чтобы увидеть своего царя. Во время ссоры и обмена оскорблениями Александр бросил в Клита яблоко и схватился за кинжал. Присутствующие с трудом смогли вытолкать опьяневшего военачальника из зала, но через некоторое время он зашёл через другую дверь и прочёл стихи из трагедии Еврипида «Андромаха» о самомнении владык, которые приписывают себе чужие победы: «Какой дурной обычай есть у эллинов…». Македонский царь не смог удержать гнев и метнул в Клита копьё. Опомнившись, он выдернул копьё из бездыханного тела Клита и попытался покончить жизнь самоубийством, но был вовремя остановлен телохранителями.
Согласно Арриану, который брал информацию из трудов Птолемея и Аристобула, «Клит явно и уже давно огорчался и растущей склонностью Александра к варварским обычаям, и лестью, которую ему расточали». Во время праздника в честь Диониса Клит, разгорячённый выпивкой, стал критиковать Александра, противопоставляя молодого царя отцу Филиппу. Дальнейшее развитие событий в целом повторяло описанное Плутархом. Согласно Квинту Курцию Руфу, недовольство Клита вызвали слова Александра, в которых царь принижал заслуги и подвиги своего отца Филиппа II. В сочинении Юстина Александр убил Клита, когда тот стал защищать память Филиппа и хвалить его военные подвиги.
Все античные источники не ставят под сомнение искреннее раскаяние Александра после убийства Клита. Царь несколько дней находился у себя в шатре, где оплакивал смерть своего преданного военачальника. Для того, чтобы вывести Александра из депрессии, к нему пригласили жрецов и философов, которые оправдали убийство. По утверждению Плутарха, нужные слова нашёл Анаксарх, который хоть и вывел царя из депрессии, на будущее внушил ему ещё большие надменность и пренебрежение к законам. Войско весьма спокойно отреагировало на происшествие. Солдаты связывали свои победы и гипотетическую возможность возвращения домой с Александром, а не Клитом. Депрессия и слабость царя никак не отвечали их интересам. Соответственно солдаты не только просили Александра не огорчаться до такой степени смертью одного человека, но и собирались отказать Клиту в погребении. Александр был вынужден лично приказать похоронить Клита.

## Оценки

### Античные
Приведи в пример Александра Македонского, как он во время пира убил Клита, самого верного и любимого друга, а поняв своё преступление, хотел умереть, — да и заслуживал смерти. Пьянство и разжигает, и обнажает всякий порок, уничтожая стыд, не допускающий нас до дурных дел. Ведь большинство людей только стыд, а не добрая воля удерживает от запретного.
У античных авторов Клит представлен храбрым воином, который беззаветно предан Александру. Одновременно некоторые авторы оправдывают Александра. Арриан с отсылкой к Аристобулу считает поведение Клита неподобающим и дерзким. Александр, «находясь в плену двух пороков — гнева и пьянства», не осознавал своих действий. Последующие события свидетельствуют об искреннем раскаянии. К царю отправили жрецов и философов, которые смогли убедить Александра в его невиновности. Плутарх обвиняет Клита, «гневом и опьянением которого воспользовался злой демон». Одновременно вопреки собственному желанию автор показывает пропасть, которая возникла между свободными македонянами и их царём.
Наиболее ярко конфликт Александра с Клитом описан у Квинта Курция Руфа. Возможно, автор в русле отрицательного отношения к Александру в древнеримском обществе I века противопоставляет победоносного царя его окружению. Он подчёркивает заслуги старых воинов Филиппа, которым царь был обязан своими успехами. Ещё один древнеримский автор Сенека считал, что Александр «зарезал лучшего своего друга Клита […] за то, что тот мало льстил ему и недостаточно быстро переделывался из македонянина и свободного человека в персидского раба». В «Нравственных письмах к Луцилию» Сенека на примере Александра и Клита описывает порок пьянства.
Несмотря на общую структуру повествования событий на пиру, античные авторы оценивают событие по-разному. Плутарх оправдывает Александра, Квинт Курций Руф и Сенека порицают, а Арриан находит долю вины у обеих сторон.

### Современные
У македонского царя не было никаких оснований в чём-либо подозревать своего военачальника. Исходя из данных античных источников, у историков нет причин заподозрить участие Клита в заговоре. Злополучный пир можно рассматривать как в контексте личной ссоры между заносчивым и прямым командиром царской конницы с теряющим связь с реальностью молодым царём, так и проявления конфликта между Александром и старой македонской элитой. Поступок молодого царя может свидетельствовать и о его личностной трансформации. Лесть и раболепие в русле персидской традиции со стороны новых подданных шли вразрез со старой македонской традицией. Также Александр нарушил древний обычай, по которому приговорить к смерти могло лишь общевойсковое собрание, а не царь самолично.
По мнению историка С. И. Ковалёва, смерть Клита стала серьёзным внутренним потрясением для Александра. Опытный военачальник был для молодого царя не только близким другом, но также спасителем и братом любимой няньки и кормилицы. Более того, Клит не был замешан в заговоре, а лишь в достаточно грубой форме высказал оппозиционные настроения «старой» македонской гвардии. Таким образом, хоть смерть Клита и была «случайной», она отображала глубинный конфликт в окружении Александра, жертвой которого стали Парменион, Филота и другие. Историк Ф. Шахермайр отмечает, что военачальники Филиппа должны были молча переносить объявление Александра богом, склонность молодого царя к персидской роскоши и т. п. При этом они не могли пренебречь памятью Филиппа II и прежними порядками, что и вызывало соответствующее недовольство. Неприемлемое для «старой гвардии» Филиппа II положение дел устраивало рядовых солдат. Реакция армии Александра на смерть одного из своих военачальников свидетельствует о малой популярности Клита среди рядовых солдат. Ф. Шахермайр также подчёркивает личностный аспект происшествия. «Сыну бога» и непобедимому создателю империи Александру могло быть неприятным связывать спасение во время битвы при Гранике с одним из своих военачальников. Клит, который подчёркивал свою роль в сражении, вызывал у молодого царя негативные эмоции. Историк С. Мюллер считала, что алкогольное опьянение, в котором находился Александр, лишь ускорило смерть Клита. По её мнению, царь задолго до злополучного пира задумывался об устранении одного из своих своенравных военачальников.
Хоть убийство Клита и не привело к открытым протестам, оппозиция получила новый повод для недовольства, о чём свидетельствует «заговор пажей» 327 года до н. э.

## В культуре
Мозаику с сюжетом, где Клит спасает Александра при Гранике, описал ещё Плиний Старший в «Естественной истории».
Клита упоминает Шекспир в пьесе «Генрих V», где офицер Флюэллен в шутку сравнил Гарри Монмутского с Александром, который убивает Клита: «Подобно тому, как Александр убил своего друга Клита, напившись элем, точно также и Гарри Монмутский, в здравом уме и твёрдой памяти, прогнал от себя жирного рыцаря с двойным брюхом». Клит стал одним из действующих персонажей оперы Генделя «Александр».
В фильме «Александр Великий» 1956 года Клита сыграл Густаво Рохо, а в «Александре» Оливера Стоуна 2004 года — Гэри Стретч. В фильме «Александр» он спасает молодого царя, отрубив руку персу, в битве при Гавгамелах, а не при Гранике.

### Исследования
- Гафуров Б. Г., Цибукидис Д. И. Александр Македонский и Восток. — М.: Наука, 1980.
- Ковалёв С. И. Александр и Клит // Вестник древней истории. — 1949. — № 3. — С. 69—73.
- Шахермайр Ф. Александр Македонский. — Ростов-на-Дону: Феникс, 1997. — 576 с. — (Исторические силуэты). — ISBN 5-85880-313-Х.
- Шифман И. Ш. Александр Македонский / ответственный редактор Э. Д. Фролов. — Л.: Наука, 1988. — ISBN 5-02-027233-7.
- Berve H. 427. Κλείτος // Das Alexanderreich auf prosopographischer Grundlage (нем.). — München: C. H. Beck`sche Verlagsbuchhandlung, 1926. — Bd. 2. — S. 206—208.
- Carney E. D. The Death of Clitus (англ.) // Greek, Roman, and Byzantine Studies. — Durham: Duke University Press, 1981. — Vol. 22, no. 2. — P. 149—160. — ISSN 2159-3159.
- Heckel W. Who's Who in the Age of Alexander the Great: Prosopography of Alexander's Empire (англ.). — Malden; Oxford; Carlton: Blackwell Publishing, 2006. — ISBN 1-4051-1210-7.
- Heckel W. Alexander’s Marshals. A study of the Makedonian aristocracy and the politics of military leadership (англ.). — 2nd. — London; New York: Routledge, 2016. — ISBN 978-1-138-93469-6.
- Kroll W. Kleitos 9 // Paulys Realencyclopädie der classischen Altertumswissenschaft :  [нем.] / Georg Wissowa. — Stuttgart : J. B. Metzler’sche Verlagsbuchhandlung, 1921. — Bd. XI, Erste Hälfte (XI, 1). — Kol. 666.